# 十二线极乐鸟
，是雀形目极乐鸟科的一种鸟类，属于单型的十二线极乐鸟属（学名：Seleucidis）。
十二线极乐鸟体重约174.43克，翼长约17.00厘米，喙宽度约7.9毫米，喙厚度约9.7毫米，嘴峰长约68.2毫米，跗蹠长约41.6毫米，尾长约85.2毫米。
十二线极乐鸟是留鸟，栖息在森林，它们是植食性动物，主要以植物的果实为食。
它们分布在新几内亚。